# DJ BoBo

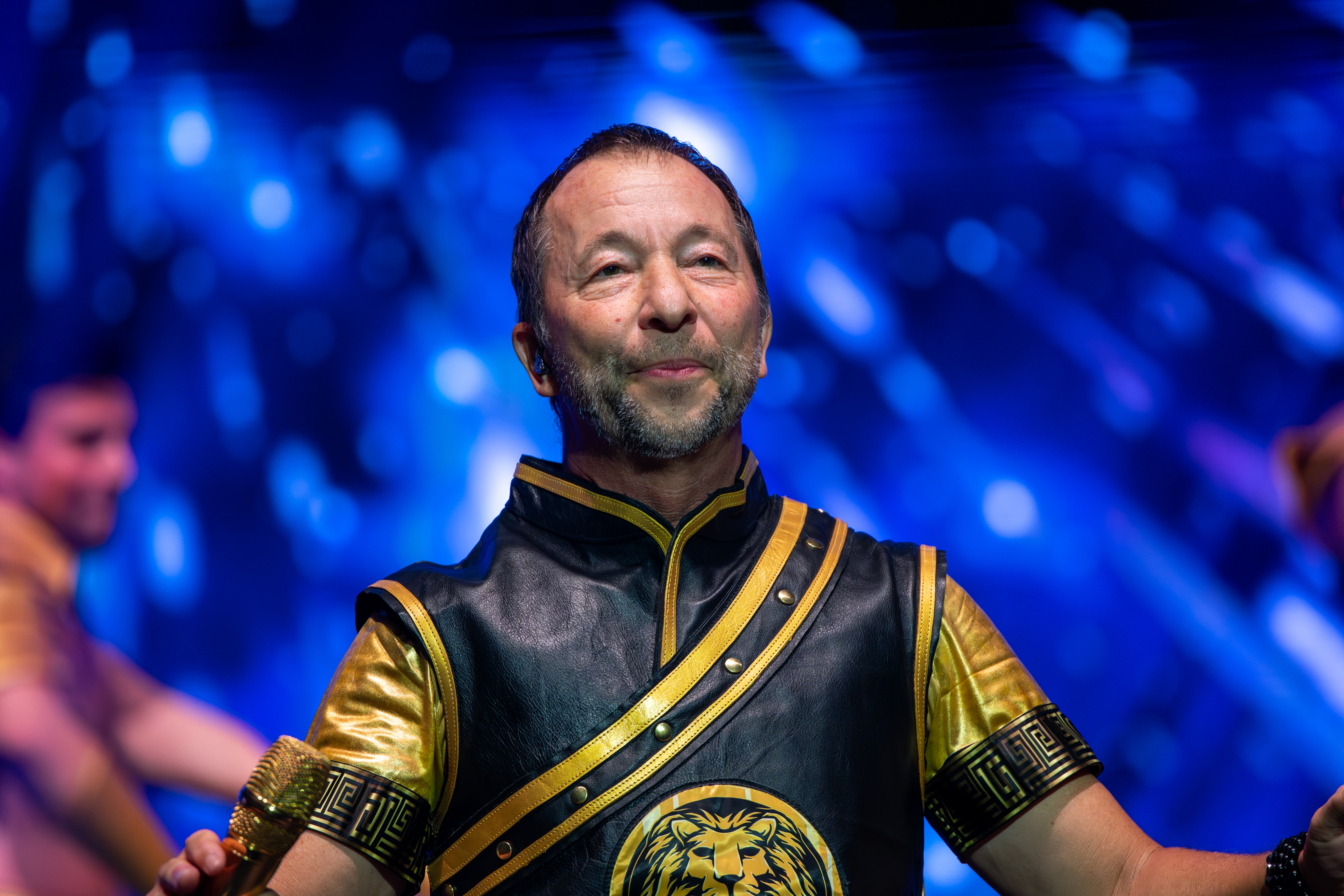
DJ BoBo (2024)

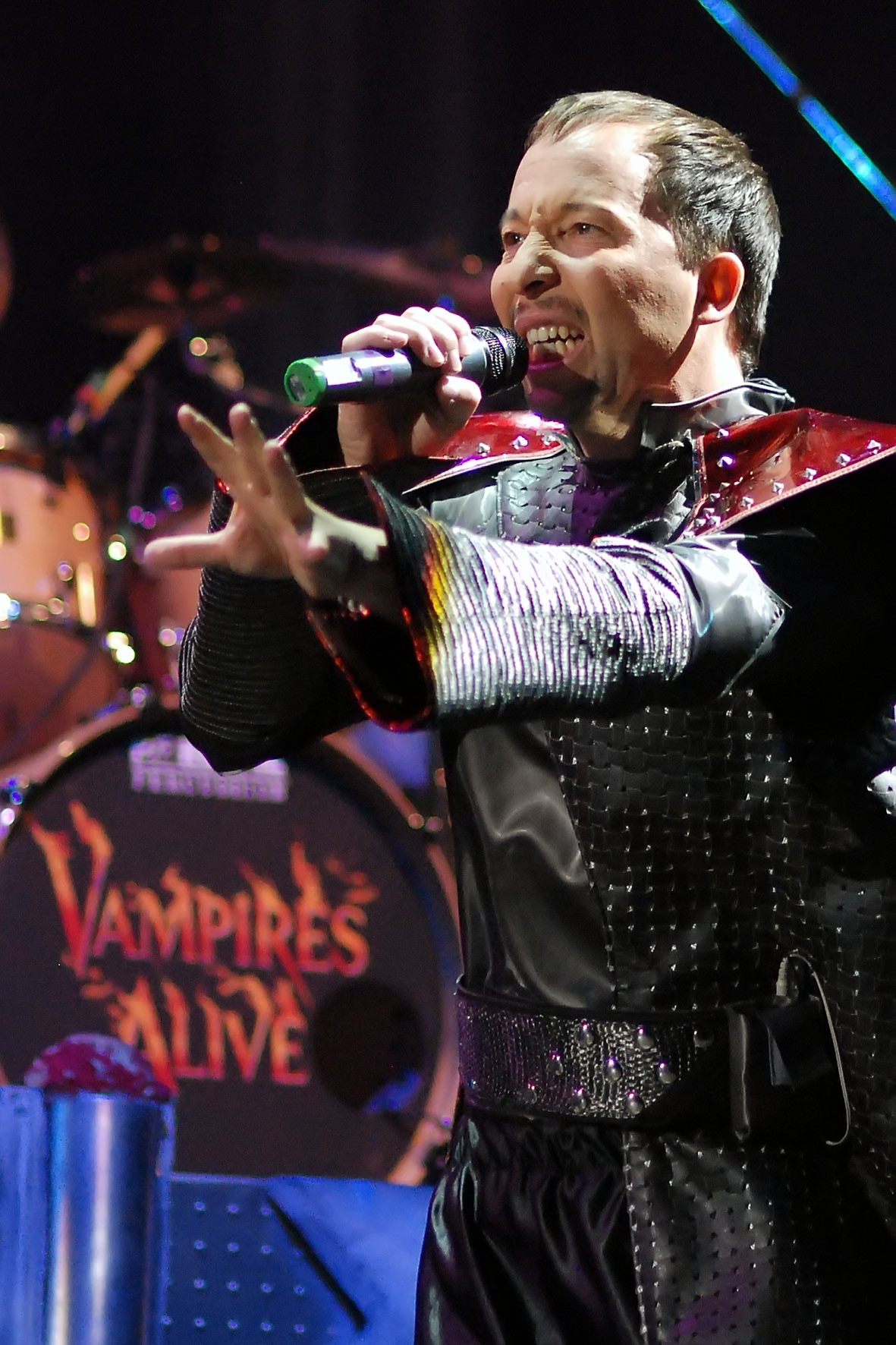
DJ BoBo (2008)

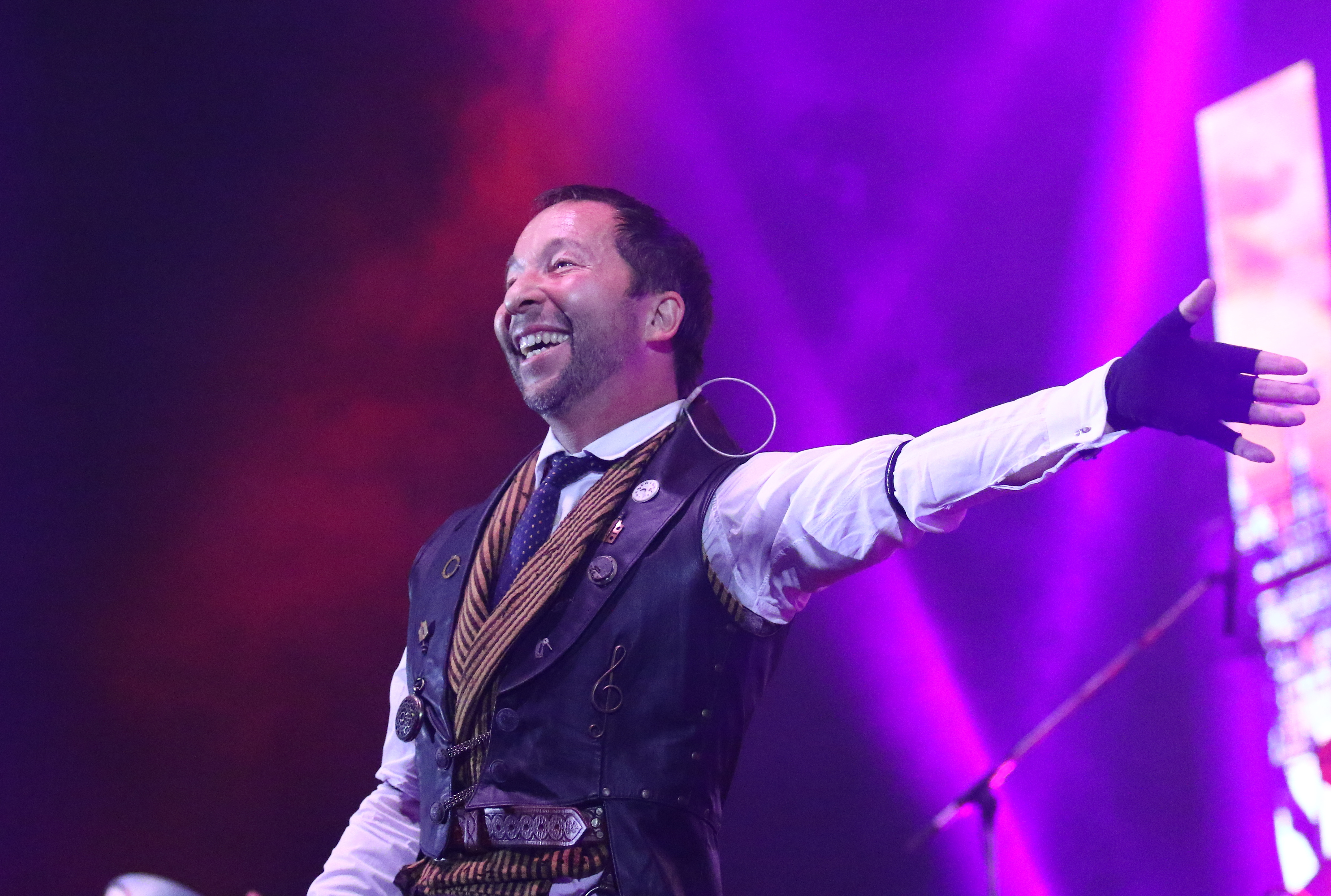
DJ BoBo, Sofia (2018)

René Peter Baumann (* 5. Januar 1968 in Kölliken, Kanton Aargau) ist ein Schweizer Sänger, Rapper, Tänzer, Komponist und Musikproduzent, der unter dem Künstlernamen DJ BoBo bekannt wurde.
Aus der sogenannten Eurodance-Zeit ist DJ BoBo einer der wenigen Künstler, die noch erfolgreich Alben veröffentlichen, zudem ist er mit 15 Millionen verkauften Tonträgern neben Künstlern wie Cascada einer der erfolgreichsten Musiker dieser Musikrichtung. Er wird deswegen von Fans auch «King of Dance» genannt, obwohl er in neuerer Zeit mehr Elemente aus dem Pop- und Rockbereich in seine Songs einfliessen lässt. Bekannt wurde DJ BoBo mit einer Mischung aus Pop und Dancefloor. Sein Künstlername geht auf Bobo, den Ausbrecherkönig zurück, da er den ihm daraus bekannten Namen BoBo als Graffiti-Tag genutzt hatte.

## Laufbahn

### Anfänge als Disk Jockey und erste Singles
In den 1980er Jahren entdeckte er eigenen Angaben zufolge seine Leidenschaft für die Musik und engagierte sich 1985 als Disk Jockey (DJ) im Jugendhaus Tuchlaube in Aarau. Der Künstlername BoBo war damals sein Graffiti-Tag und sein Spitzname. Laut eigener Aussage ist der Name eine Anspielung auf die franko-belgische Comicfigur Bobo, der Ausbrecherkönig (Eigenschreibweisen «BoBo» und «BOBO») von Paul Deliège und Maurice Rosy. In einem Interview erklärte er, dass es Überlegungen gab, den Namen zu ändern. Zur gleichen Zeit, 1992/1993, änderte der Musiker Prince seinen Namen, daher entschied sich DJ BoBo, dessen Erfahrungen abzuwarten. Nachdem bei Prince die Änderung mit Komplikationen verbunden war, entschied sich DJ BoBo, seinen Namen nicht zu ändern. Ein Jahr später erzielte Baumann den zweiten Platz bei den Schweizer DJ-Meisterschaften. Eine seiner weiteren Leidenschaften war Breakdance, bei dem er in einer Disco seinen Manager Oliver Imfeld kennenlernte. In den kommenden Jahren war DJ BoBo als Profi-DJ in den Diskotheken Don Paco und Hazyland tätig.
In dieser Zeit wurde ihm das Angebot gemacht, eine eigene Single zu produzieren. Anfang 1990 erschien seine erste Single I Love You. Die weibliche Stimme in dem Lied sang die spätere Schweizer Fernsehmoderatorin Sandra Studer. Zwei weitere Singles – Ladies in the House und Let’s Groove on – kamen 1991 auf den Markt. Mittlerweile arbeitete DJ BoBo als Resident-DJ in der Disco Oxa in Zürich und hatte ab und zu einige Auftritte mit seinen Songs in anderen Discotheken. Schon damals waren als Tänzer Kurt «Curtis» Burger (* 3. Februar 1971) und Daniel «Dani» Burkart (* 20. Februar 1971) dabei, die weiterhin zur festen Tanzcrew von DJ BoBo gehören und bei der Planung jeder Tour beteiligt sind; Burger als Choreograf und Burkart als Verantwortlicher für die Grafik und das Bühnendesign.

### 1992–1994: Somebody Dance with Me
Die nächste Single Somebody Dance with Me entstand zum ersten Mal in einem professionellen Aufnahmestudio, zusammen mit dem erfahrenen Hamburger Produzenten Axel Breitung, der noch bis 2009 bei Songs mitschrieb oder mitproduzierte. Beim ersten Abspielen im Oktober 1992 in der Discothek OXA kam der Song sehr gut an. Am 10. Januar 1993 stieg das Lied auf Platz 36 in die Schweizer Hitparade ein, am 14. März 1993 erreichte es Platz eins. Die Auftritte in anderen Discotheken in der Schweiz häuften sich, die DJ BoBo zusammen mit Curtis, Dani und der Sängerin Emel absolvierte. Die deutsche Plattenfirma EAMS brachte den Song nach Deutschland, wo er 1993 auf Platz 32 der deutschen Charts einstieg. Das Interesse an DJ BoBo steigerte sich, so dass er immer wieder Thema in Zeitschriften wie der Bravo oder Popcorn war.
Im Sommer 1993 erhob die Plattenfirma des US-Sängers Rockwell Klage, da der Refrain von Somebody Dance with Me ein Plagiat des Songs Somebody’s Watching Me sei. Man einigte sich aussergerichtlich auf einen Vergleich. Im Herbst 1993 erschien das erste Album Dance With Me, das in rund 200 Arbeitsstunden zusammen mit Axel Breitung produziert worden war. Darauf enthalten sind neben Somebody Dance with Me die Songs Keep On Dancing!, Take Control und Everybody, einer der Sommerhits von 1994. Auch Gutze Gautschi und Mark Wyss der Plattenfirma Fresh Music waren an der Produktion beteiligt. Die erste grössere Tour führte DJ BoBo zusammen mit Eurodance-Stars wie Haddaway oder Culture Beat auf der «Mega-Dance-Festival»-Tour quer durch Deutschland. Bei diesen Konzerten lernte René Baumann seine spätere Frau Nancy Rentzsch (* 23. November 1970) kennen, die damals Sängerin bei Haddaway war und im Musikprojekt 3-o-Matic mitwirkte.

### 1994–1996: There Is a Party & Just for You
Im Herbst 1994 folgte das zweite Album There Is a Party mit der ersten Single Let the Dream Come True und den weiteren Single-Hits Love Is All Around, There Is a Party und Freedom.
Im Herbst 1995 ging DJ BoBo das erste Mal in Europa mit einer eigenen Bühnenshow auf Tour und spielte in Hallen mit 2000 bis 4000 Plätzen. Als Vorgruppe waren die damals noch unbekannten Backstreet Boys dabei. Fast gleichzeitig zur Tour veröffentlichte DJ BoBo im Herbst 1995 das dritte Album Just for You. Neben einigen Remixen von bereits bekannten Songs war die erste Ballade Love Is the Price dabei, die als Single veröffentlicht und in der Wetten, dass..?-Ausgabe vom 14. Januar 1996 vorgestellt wurde. Im September 1996 trat DJ BoBo im Vorprogramm der HIStory World Tour von Michael Jackson bei den Konzerten in Prag, Budapest, Bukarest, Moskau und Warschau auf, die zum Teil vor 150'000 Zuschauern stattfanden.

### 1996–1997: World in Motion
Im Oktober 1996 veröffentlichte DJ BoBo das vierte Album World in Motion, das die Single-Hits Pray (dessen Hauptthema krebsläufig mit dem Refrain aus Freedom zusammenhängt), Respect Yourself, It’s My Life und das mit dem VSOP (Vienna Symphonic Orchestra Project) aufgenommene Shadows of the Night. 300'000 Exemplare des Albums waren mit einem dreidimensionalen Cover ausgestattet, das vom Kölner 3-D-Fotografen Igor Tillmann im Ägyptischen Museum in Berlin mit spezieller 3-D-Kameratechnik aufgenommen worden war.
Aufgrund von einigen Differenzen trennte sich DJ BoBo im Vorfeld der World-in-Motion-CD von seiner Plattenfirma Fresh Music und gründete seine eigene Firma Yes Music AG. Gutze Gautschi und Mark Wyss versuchen seither, mit diversen Veröffentlichungen (Neuauflagen von Dance with Me oder dem Buch Die vergessenen Jahre), die Karriere oder den Erfolg von DJ BoBo in einem schlechten Licht erscheinen zu lassen. Die World-in-Motion-Tour startete noch im Herbst 1996 mit vier Sattelschleppern, einer 50-Personen-Crew und der damals noch unbekannten Boyband *NSYNC um Justin Timberlake im Vorprogramm. Seit 1982, als die Schweizer Hardrock-Band Krokus im Hallenstadion auftrat, war es keinem Schweizer Musiker gelungen, die Halle ganz zu füllen. DJ BoBo schaffte dies am 20. Oktober 1996. Vermutlich bei diesem Konzert erschien vor dem Konzert Tina Turner bei der Garderobe und wünschte DJ Bobo viel Glück, sie werde jetzt die Show ansehen, was seine Nervosität nur gesteigert habe, erzählte Baumann im November 2022. Seither ist das Hallenstadion Zürich bei jeder Tour als Konzertort dabei.

### 1998–1999: Magic
Das fünfte Album Magic folgte im April 1998 und enthielt die Singles Where Is Your Love und Around the World.
Im Herbst 1998 folgte die «Magic»-Tour mit einem burgähnlichen Bühnenaufbau und einem 15 Meter langen Laufsteg, der ins Publikum hineinführte. Im Herbst 1998 folgte eine Tour-Edition-CD von Magic und enthielt die neue Single Celebrate.
Im März 1999 wurde mit www.djbobo.ch – The Ultimate Megamix ’99 ein Mix-Album veröffentlicht, das 20 Hits in einem einzigen Mix enthielt. Im Juni 1999 fand eine Magic-Open-Air-Tour durch fünf Orte statt.

### 1999–2000: Level 6 & Mystasia
Noch während der Open-Air-Tour arbeitete man am nächsten Album, welches im Oktober 1999 unter dem Namen Level 6 in die Läden kam. Die Singles daraus hiessen Together und die Ballade Lies. Zum ersten Mal arbeitete DJ BoBo auch mit anderen Produzenten zusammen. So nahm er drei Songs (Last Day of 1999, Best of My Life und Nightfly) in Göteborg mit Jonas Berggren von Ace of Base auf. Nightfly sollte ursprünglich nach Wünschen der Plattenfirma die erste Single-Auskopplung aus Level 6 werden, wogegen BoBo sein Veto einlegte. Nightfly wurde ganz von der finalen Titelliste von Level 6 verbannt und erst 2002 auf der Bonusdisc des Celebration-Albums veröffentlicht. Die Tour Mystasia startete mit fünf verschiedenen Bühnenbildern im Dezember 1999.

### 2001: Planet Colors
Die Vorbereitung auf dieses Album begann im Mai 2000, als auf der eigenen Website die Fans befragt wurden, welcher erfolgreiche Song der 1980er Jahre auf das neue Album sollte. Der ausgewählte Song hiess What a Feeling und wurde zusammen mit Irene Cara aufgenommen. Den Song stellte DJ BoBo zusammen mit Irene Cara bei Wetten, dass..? vor.
Das Album Planet Colors wurde im Februar 2001 veröffentlicht und enthielt die weiteren Singles Hard to Say I’m Sorry, Way to Your Heart sowie den Titelsong der Tour Colors of Life. Die Tour «Planet Colors» führte DJ BoBo mit vier verschiedenen Bühnenbildern wieder durch die grössten Hallen in Deutschland und der Schweiz. Die Show führte den Besucher von einem düsteren Bühnenbild über eine Tempelwelt und eine asiatische Welt hin zu einem farbenfrohen Bühnenbild im Finale. Im Vorprogramm dabei waren unter anderem die No Angels und Marque.

### 2002: Celebration
Auf dem Album Celebration zum zehnjährigen Jubiläum waren neben einer Coverversion von Celebration (ursprünglich von Kool & the Gang) viele Gastsänger wie Melanie Thornton, Gölä, Emilia, ATC zu finden, welche die Songs von DJ BoBo zum Teil neu interpretierten. Einige Songs wie Somebody Dance with Me oder Pray wurden in einer «2002-Version» veröffentlicht. Celebration war das letzte Album, das unter anderem von DJ BoBos erster Plattenfirma EAMS vermarktet wurde. Die einmalige Show Celebration fand Anfang April 2002 mit zahlreichen Gastmusikern in der Arena Oberhausen in Deutschland statt. Als zweites Konzert im Jahr 2002 fand eine Reise nach Ulan Bator in die Mongolei statt, wo er als erster westlicher Musiker im dortigen Zentralstadion vor Tausenden Zuschauern ein Konzert gab. Obwohl DJ BoBo dort nie eine CD herausgegeben hatte, schaffte es seine Musik durch Schwarzpressungen bis in die Mongolei.

### 2002–2004: Chihuahua & Visions
Aus einer kleinen Anfrage von Coca-Cola Spanien wurde schnell etwas Grösseres, als der Mambo-Song Chihuahua im Sommer 2002 als Hintergrundmusik eines Werbespots verwendet wurde. Der musste nach Vorgabe innerhalb von zehn Tagen produziert werden und wurde als Demoversion im MP3-Format nach Spanien geschickt. Dort belieferte man ohne weitere Rückmeldung sämtliche Radiosender mit dem Song, und wenige Wochen später schaffte es der Song in Spanien und Mexiko auf Platz eins. Neben dem Erfolg in Spanien und Mexiko wurde am neuen Album Visions gearbeitet. Anfang Januar 2003 erschien die Single I Believe, die mit Let’s Come Together (We Are Family) auch den Titelsong zur Alpinen Skiweltmeisterschaften 2003 in St. Moritz in der Schweiz enthielt.
Die «Visions»-Tour begann im Mai 2003 und hatte drei unterschiedliche Bühnenbilder (von einem Aztekentempel über eine Cartoon-Welt bis zu einem futuristischen Westernsaloon). Neu an der Show war die Band: Zum ersten Mal wurde die meiste Musik live mit richtigen Instrumenten (Schlagzeug, Percussions, Keyboard, Gitarre und Bass) gespielt. Die weiblichen Stimmen kamen weiterhin als Playback. Die männlichen Sänger DJ BoBo und Anthony Moriah (alias «Tone») sangen schon seit Ende der 90er-Jahre bei jedem Konzert live.
Als zweite Single wurde nun auch in der Schweiz Chihuahua ausgekoppelt, wurde ein Nummer-eins-Hit und damit der Sommerhit des Jahres 2003. Auch in Frankreich wurde die Single als Hintergrund der Werbekampagne ebenfalls zum Sommerhit 2003 und stand mit über 750'000 verkauften Singles elf Wochen auf Platz 1. Weitere grosse Erfolge mit Chihuahua gelangen in Italien und in der Tschechischen Republik, wo jeweils Platz 2 als Höchstposition herausschaute. Im Herbst 2003 erreichte die Single auch England und Irland, wo die Single Platz 36 beziehungsweise Platz 11 erreichte. Weiter veröffentlicht wurde die Single in Australien und Japan. Als Reaktion auf den grossen Erfolg erschien in der Schweiz eine Single mit einem Techno-Remix sowie ein Chihuahua-Album mit den grossen Sommerhits.
Im Herbst 2003 erschien zum Abschluss des Visions-Jahres mit der CD Live in Concert die erste Live-CD von DJ BoBo. 2004 zog sich DJ BoBo zurück, um an seinem neuen Programm zu arbeiten.

### 2005: Pirates of Dance

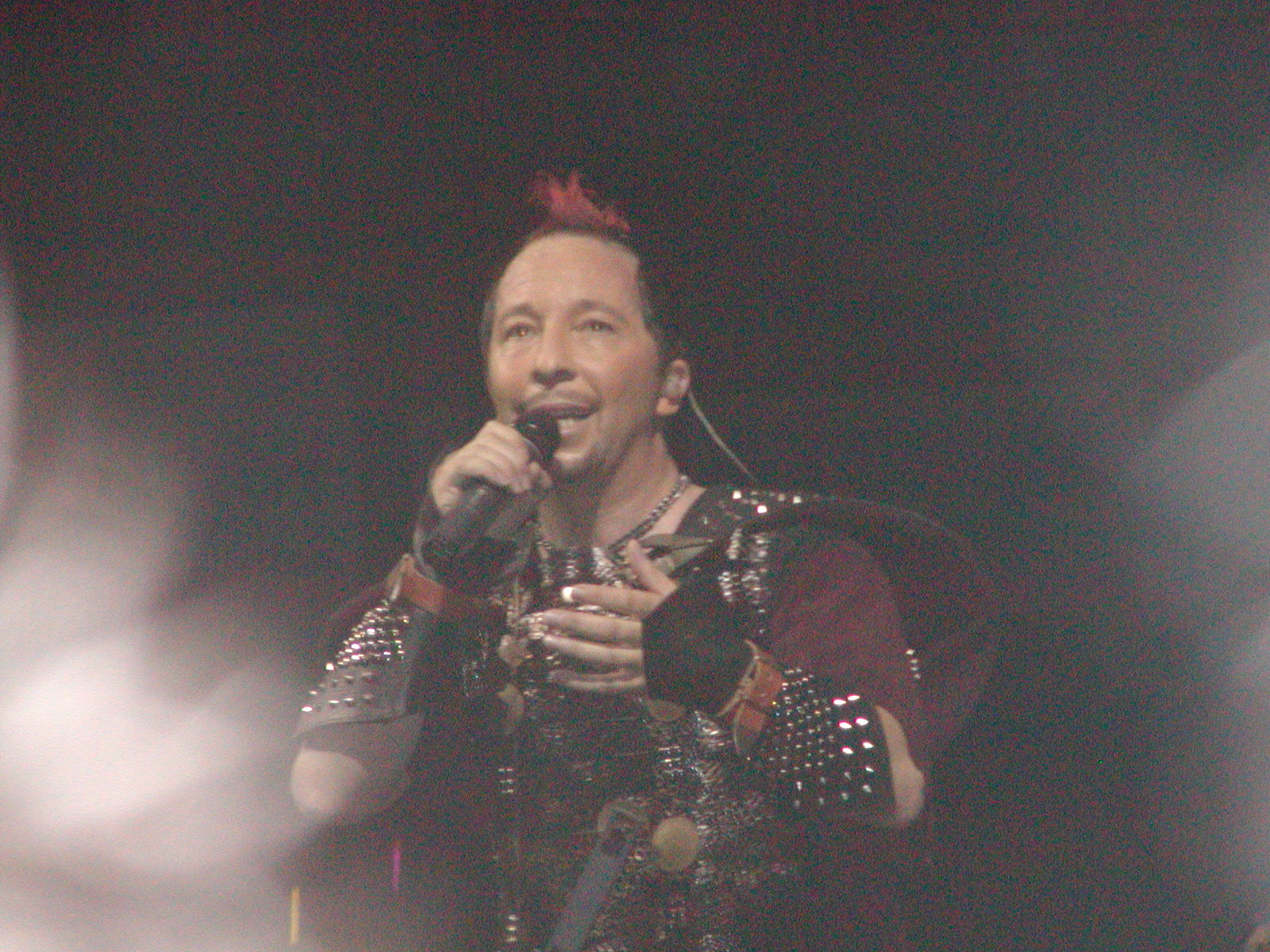
DJ BoBo, auf der Pirates-of-Dance-Tour am 29. April 2005 in der Köln-Arena (Deutschland)

Ende November 2004 stellte DJ BoBo einige neue Songs sowie die neue Bühne anlässlich eines Showcases in Engelberg (Schweiz) vor. Wie es das Tourthema «Piraten» vorgab, war die Bühne ein Piratenschiff mit vier möglichen Bühnen. Mit 32 Meter Länge und 10 Meter Breite ragte das Schiff weit in den Zuschauerraum hinein.
Die Pirates-of-Dance-Tour startete im April 2005 und führte durch die Schweiz, Deutschland, Polen sowie für zwei Konzerte auch ins Disneyland Paris. Im Vorprogramm traten Nicole da Silva und Virus Incorporation auf, welche auch während der Show Auftritte als Akrobatiktruppe hatten. Das Album Pirates of Dance erschien im Februar 2005 und enthielt die gleichnamige Single Pirates of Dance sowie Amazing Life.

### 2006: Greatest Hits
Obwohl DJ BoBo bereits einige Remix-CDs oder eine Jubiläums-CD herausgebracht hatte, entschied er sich, im Februar 2006 die erste Greatest-Hits-CD herauszugeben. Als Single ausgekoppelt wurde der Song Secrets of Love, der als Duett mit Sandra aufgenommen wurde. Sandra war auch als Special Guest bei der Abschluss-Show von Pirates of Dance im Februar 2006 dabei.
Als speziellen Event veranstaltete DJ BoBo in Engelberg am 1. August 2006 (Schweizer Nationalfeiertag) eine Greatest-Hits-Show. Tickets für dieses Konzert gab es nur beim Kauf einer Greatest-Hits-CD, da es als Dankes-Konzert ausgelegt war. Das Publikum wurde im Vorfeld gebeten, in roten Oberteilen zum Konzert zu kommen, da die Bühne aus einem grossen, weissen Kreuz bestand. Zusammen ergab dies das Schweizer Kreuz.

### 2007: Eurovision Song Contest
Anlässlich eines TV-Auftritts Mitte Oktober 2006 im Schweizer Fernsehen äusserte DJ BoBo die Absicht, die Schweiz am Eurovision Song Contest 2007 in Helsinki (Finnland) zu vertreten, wenn die Schweizer Bevölkerung dies möchte. Die Abstimmungen auf Websites von Zeitungen und in Radios waren positiv, und DJ BoBo reichte einen Song bei der zuständigen Jury ein.

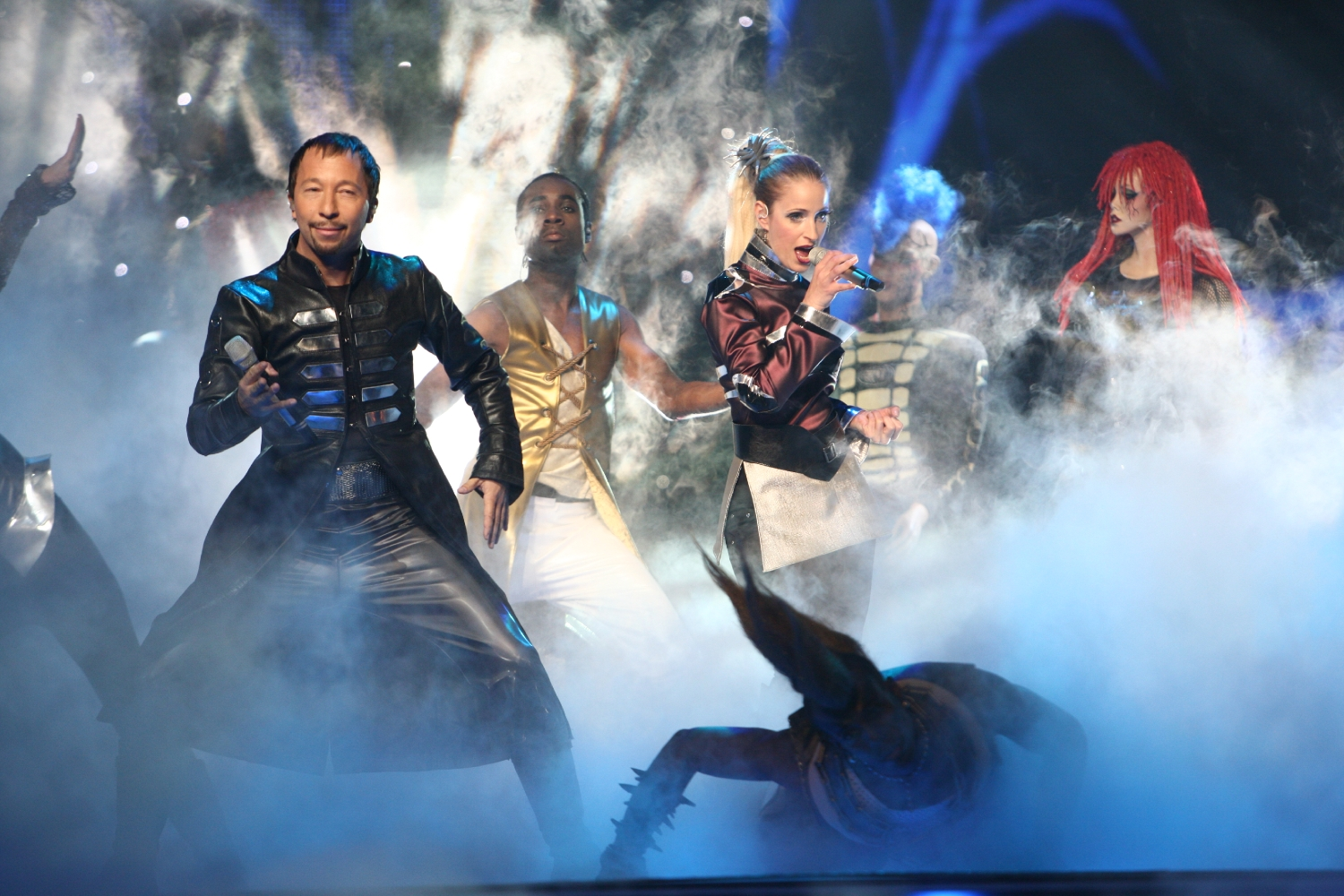
DJ BoBo beim Eurovision Song Contest 2007

Mitte Dezember 2006 fällte die Jury die Entscheidung, dass DJ BoBo mit dem Titel Vampires Are Alive die Schweiz beim Eurovision Song Contest 2007 vertritt.
Die Single dazu wurde am 9. März 2007 in der Schweiz und am 20. April 2007 europaweit veröffentlicht, soll aber von einigen Schweizer Radiosendern boykottiert worden sein. Die Evangelische Allianz forderte eine Änderung des Textes bzw. die Zurücknahme des Beitrages, da dieser «eine Gefahr für suizidgefährdete Jugendliche» darstelle. Eine Petition von besorgten Christen und der Eidgenössisch-Demokratischen Union (EDU) sollte erreichen, dass der Song abgesetzt wird. Es wurden insgesamt 49'083 Unterschriften zusammengetragen. Zudem wurde der schweizerische Bundesrat zur Wahrung des öffentlichen Friedens aufgerufen. Ungeachtet dessen lag die Single am 25. März 2007 auf Platz 3 der offiziellen Schweizer Hitparade. In seiner Antwort auf die Petition verwies der Bundesrat auf die Meinungsfreiheit, auf die Selbständigkeit der auswählenden Jury des Schweizer Fernsehens sowie auf das freie Schaffen des Künstlers, weshalb der Song nicht abgesetzt werden könne.
Trotz hoher Erwartungen – eine britische Jury setzte ihn auf Platz 2 – scheiterte DJ BoBo im Halbfinale des Eurovision Song Contest, bei dem er den 20. Platz belegte. DJ BoBo sprach sich im Anschluss dafür aus, das Reglement zu ändern.

### 2008: Vampires

DJ BoBo-Logo zur „Vampires-Alive“-Tour 2008

Das Album Vampires erschien am 11. Mai 2007 und enthält die Singles Vampires Are Alive, We Gotta Hold On und Because of You.
Bereits Ende November 2007 fand ein Showcase der Tour im Europa-Park Rust statt, und ab Ende April war DJ BoBo mit der «Vampires-Are-Alive»-Tour unterwegs. Das Vorprogramm wurde von Room2012 und in einigen Städten von den Magic Artists bestritten. Der erste Teil der Tour endete wegen der Fussball-Europameisterschaft am 29. Mai 2008 in Erfurt. Der zweite Teil der Tour begann am 6. September 2008 in Genf. Vom 25. Oktober bis 2. November 2008 trat DJ BoBo im Rahmen des Halloween Festivals mit den Highlights der Tour im Europa-Park auf. Das letzte Konzert der «Vampires-Are-Alive»-Tour 2008 fand Anfang November in Bern statt, wo die Einweihung der PostFinance-Arena und der Tourabschluss gefeiert wurden. Für diese Tour wurden über 150'000 Tickets verkauft.
Im April 2008 erschien die Single Olé Olé aus dem Album Olé Olé – The Party. Die Single schaffte es ohne Videoclip bis auf Platz 12 der Schweizer Hitparade sowie Platz 58 der deutschen Charts.

### 2010: Fantasy
Ende Februar 2010 wurde das Album Fantasy veröffentlicht. Die erste Single Superstar erreichte die Top 50 der Charts, die zweite Single This Is My Time wurde nur als Download veröffentlicht und erreichte den Einstieg in die Top 100 nicht. In Speyer, Leipzig, Berlin, Hamburg und Zürich fanden zu dieser Zeit auch «Geheimkonzerte» statt, in denen DJ BoBo und Band das Album Fantasy vor kleinem Publikum vorstellten; St. Anton und München folgten im März.
Im Sommer 2010 tourte DJ BoBo mit seiner zwölften Show «Fantasy» durch Deutschland und die Schweiz. Die Vorpremiere fand am 27. und 28. November 2009 im Europa-Park in Rust statt, wo auch das Video zur Single gedreht wurde. Eine sechsarmige gigantische Buddhafigur («Der Gigant») stand im Mittelpunkt des 14,5 m breiten und 12,5 m hohen Bühnenaufbaus. Zum ersten Mal war mit Jane Bogaert eine Live-Sängerin mit auf der Bühne.

### 2011: Dancing Las Vegas
2011 fand in Engelberg in der Schweiz das tausendste DJ-BoBo-Konzert statt, wenig später sein 1001. Konzert in Las Vegas.
Am 25. November 2011 startete gleichzeitig mit der Veröffentlichung des neuen Albums im Europa-Park Rust die Tour Dancing Las Vegas. Die erste Single aus dem neuen Album, Everybody’s Gonna Dance, wurde am 11. November veröffentlicht. Im März 2012 folgte die zweite Single La Vida Es, die in Deutschland auf Platz 81 der Charts landete. Im April 2012 startete die Dancing-Las-Vegas-Tour in Oberhausen. Vorgruppe bei dieser Tour war die Vocal-Band Sonic Suite, die ausserdem während der Show zusammen mit DJ Bobo einige seiner Stücke in einer A-cappella-Version sang. Die Dancing-Las-Vegas-Tour ist die bislang erfolgreichste Tour von DJ BoBo. Wegen der Fussball-EM der Männer wurden einige Termine aus dem Juni in den Oktober 2012 verschoben. Am 20. Oktober 2012 trat DJ BoBo in der Lanxess Arena Köln auf, wo als Gaststar Sandra Cretu den Titel Secrets of Love sang, ein Duett mit DJ BoBo aus dem Jahr 2006. Die Tour endete traditionell im Europa-Park in Rust rund um Halloween mit kleinen Konzerten, bei denen 40 Minuten «The Best of The Show» gespielt wurde.

### 2013: Reloaded
Im April 2013 veröffentlichte DJ BoBo eine neue Version des Erfolg-Tracks Somebody Dance with Me. Bei diesem Remix sang der Schweizer Sänger Manu-L den Refrain, und DJ BoBo rappte die Strophen. Anschliessend mixte der ebenfalls Schweizer DJ Remady den Song und veröffentlichte ihn am 19. April 2013 als Single. Er erreichte in der Schweiz Platz 4 der Charts. In Deutschland stieg er ebenfalls in die Top-100 ein und erreichte dort Platz 61. Die Single Take Control erreichte die Charts im September als Remix von Mike Candys. Am 20. September wurde das Album Reloaded veröffentlicht. Es enthält bekannte Hits in einer neuen Version, u. a. mit Inna, Jessica Folcker oder The Baseballs. Dank vieler Downloads gelangte auch die neue Version von Everybody mit Inna in die Schweizer Hitparade. Der Song wurde nicht als Single ausgekoppelt und erreichte dennoch Platz 60 in den Charts.

### 2014: Circus
Im Januar 2014 wurde das Album Circus veröffentlicht. Es erreichte in den Schweizer Album-Charts Platz 3 und in Deutschland Platz 23. Am 11. April erschien die erste Singleauskopplung Fiesta Loca.
Ende April startete die Circus-Tour durch Deutschland und die Schweiz. Wegen der immensen Grösse der Bühne konnte die Tour nicht in allen bisher besuchten Hallen Halt machen. Das Herzstück der neuen Bühne war ein riesiger Clown, der mit Video-, Licht- und Pyro-Effekten ergänzt wurde. Als Special Guest trat der Ex-DSDS-Kandidat Jesse Ritch auf.

### 2015: DJ Bobo & Inna
Im September 2015 wurde der Song Everybody zusammen mit der Sängerin Inna in einem «Mike Candy Remix» als Single veröffentlicht. Zuvor waren die Fans aufgerufen worden, ein eigenes Video zu dem Song einzusenden, woraus ein neuer Videoclip zum Song entstehen sollte.

### 2016: Mystorial
Am 23. September wurde das Album «Mystorial» veröffentlicht. Es enthält u. a. die Single «Believe», die im Februar veröffentlicht wurde, und «Life Goes On». Der Song «Get On Up», der ebenfalls auf dem Album zu hören ist, ist der Titelsong zur RTL-Show «Dance Dance Dance». Das Video zu dem Song wurde im Europa-Park Rust gedreht.

### 2017: 25-jähriges Bühnenjubiläum
Am 21. April startete die Mystorial Jubiläumstour und führte durch Deutschland, Österreich und die Schweiz. Das dazugehörige Album «25 Years – Greatest Hits» erschien am gleichen Tag und landete in den Charts auf Platz 40 in Deutschland und Platz 11 in der Schweiz. Im September war DJ Bobo Jurymitglied in der RTL-Tanzshow «Dance Dance Dance»

### 2018: Kaleidoluna

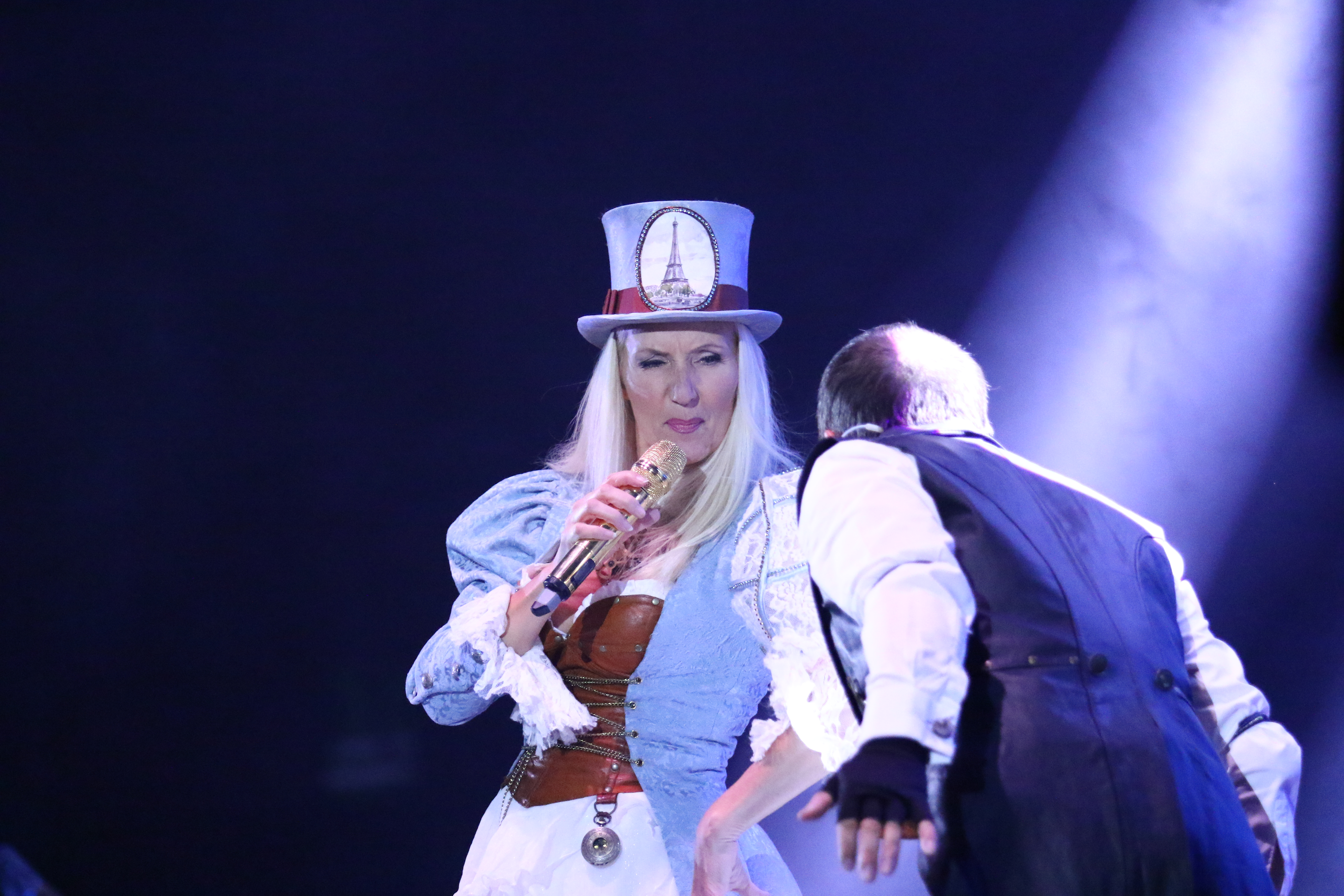
DJ BoBo und Nancy Baumann in Sofia (2018)

Am 21. September wurde das Album Kaleidoluna veröffentlicht. Das Album enthält 12 Songs und einen Hitmix altbekannter Songs. In Deutschland erreichte das Album Platz 25 und in der Schweiz Platz 9. Die erste Single aus dem Album trägt den Titel Yaa Ye" und wurde im Mai veröffentlicht, erreichte jedoch den Einstieg in die Top 100 Charts nicht. Das Album ist der Soundtrack zur Tour 2019.

### 2022: Evolut30n – 30-jähriges Bühnenjubiläum
Am 28. Oktober wurde die Single Together We Fly aus dem am 11. November erschienenen Album Evolut30n (Evolution) veröffentlicht. Das Album stieg in Deutschland auf Platz 22 der Charts ein, in der Schweiz auf Platz 7. Evolut30n ist der Soundtrack für die Jubiläumstour 2023.

## Privates
René Baumann wuchs in Kölliken im Kanton Aargau alleine bei seiner Mutter Ruth Baumann auf, da sein italienischer Vater, Luigi Cipriano, sich noch vor der Geburt Renés von der Mutter getrennt hatte. Cipriano arbeitete seinerzeit als Rezeptionist in der Schweiz. Bis zu seinem sechsten Lebensjahr lebte Baumann überwiegend bei seinen Grosseltern mütterlicherseits. Ein Hobby in seiner Kindheit und Jugend war unter anderem Fussball. Als Platzwart beim FC Kölliken verdiente er sein erstes Geld, das er in Discobesuche oder sein Mofa steckte. Er entschied sich 1984 für eine Lehre als Bäcker und Konditor, die er erfolgreich abschloss. Seinen Vater Luigi Cipriano, der im Oktober 2014 starb, lernte René Baumann erst 2001 persönlich kennen. Seitdem hatten sie regelmässig Kontakt. 2015 starb Baumanns Mutter mit 70 Jahren.
Seine erste Frau Daniela Bock (früher: Daniela Baumann) betreibt eine Pole-Fitness-Kette. Mit seiner zweiten Frau Nancy Baumann, die auch zu BoBos Crew gehört und während der 1990er-Jahre im Projekt 3-o-Matic gesungen hatte, ist Baumann seit 2001 verheiratet. Sie leben zusammen in der Ortschaft Kastanienbaum in der Gemeinde Horw im Kanton Luzern. Gemeinsam haben sie einen Sohn und eine Tochter.
Seit Oktober 2006 ist DJ BoBo nationaler Botschafter des Welternährungsprogramms WFP der Vereinten Nationen (UNO) und unternahm im Rahmen dieses Projekts Anfang März 2007 und Oktober 2009 Reisen nach Äthiopien und Kenia.

## Auszeichnungen

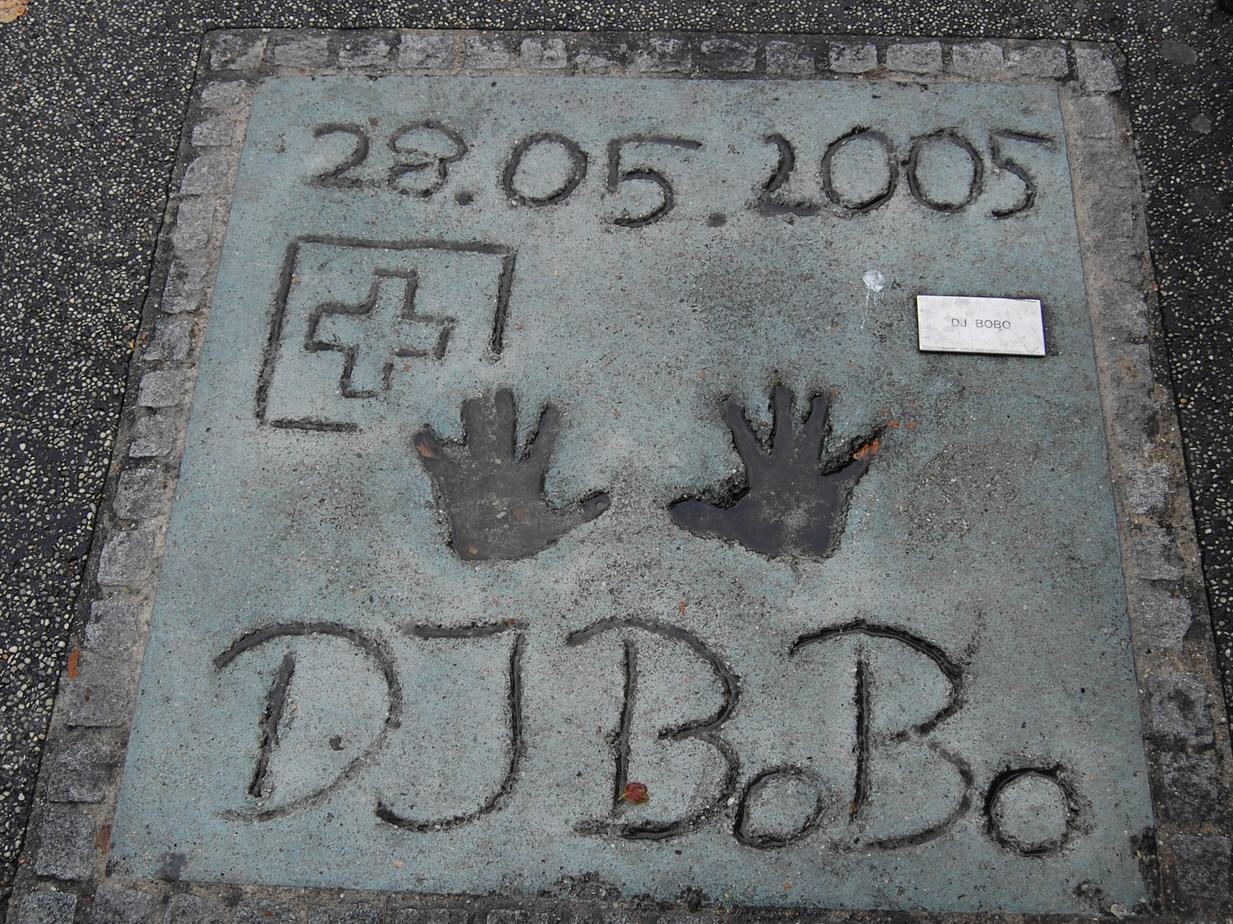
Handabdrücke im Münchner Olympiapark

- DJ BoBo verbuchte 35 Chartbreaker und wurde zehnmal mit dem World Music Award als «The World’s Best Selling Swiss Recording Artist» ausgezeichnet.
- Besonders Mitte der 1990er Jahre gewann DJ BoBo mehrmals den Bravo Otto unter anderem als «Bester Sänger» oder «Beste Show» sowie 2001 als erster Künstler überhaupt den «Ehren-Otto».[17]
- 2005: Munich Olympic Walk of Stars
- 2006: erhielt er einen Diamant-Award für eine Million verkaufter CDs in der Schweiz. Insgesamt verkaufte er weltweit zirka 15 Millionen CDs (Stand 2013).
- Als Auszeichnungen für Musikverkäufe sammelte BoBo bislang 32 Gold-, 14 Platin- und eine Diamantauszeichnung
- 2014: Auszeichnung «Eins der Besten» in den Schlagerchampions 2014 bei Florian Silbereisen

## Shows
Die Tourneen sind sehr aufwendig gestaltet, für die Planung wird jeweils ein gutes Jahr benötigt. Sie finden meistens im Zweijahresrhythmus statt.
Seit der Visions-Tour 2003 ist bei den Shows von DJ BoBo stets eine Live-Band mit dabei. Diese besteht zurzeit aus Alex Vesper (Schlagzeug), Andreas Sigrist (Gitarre), Pierangelo Crescenzio (Bass) und Thomas J. Gyger (Keyboard). Ehemalige Mitglieder sind Phil Dankner (Keyboard), Zlatko Perica (Gitarre) und Hilko Schomerus (Percussion). Als zusätzlicher Live-Sänger war seit 1998 Anthony (Tone) Moriah mit auf der Bühne. Als dieser 2009 starb, kam Jane Bogaert als Live-Sängerin mit auf Tour. Sie hatte auch schon vorher bei einigen Konzerten mitgesungen. Seit 2014 ist der ehemalige DSDS-Kandidat Jesse Ritch als Sänger mit auf Tour, sowie die Sängerin Kate Matl. Im Jahr 2017 war DSDS Siegerin Aneta Sablik als Sängerin mit auf Tour.

## Diskografie
Studioalben

| Jahr | Titel Musiklabel             | Höchstplatzierung, Gesamtwochen, AuszeichnungChartplatzierungen (Jahr, Titel, Musiklabel, Platzierungen, Wochen, Auszeichnungen, Anmerkungen) | Höchstplatzierung, Gesamtwochen, AuszeichnungChartplatzierungen (Jahr, Titel, Musiklabel, Platzierungen, Wochen, Auszeichnungen, Anmerkungen) | Höchstplatzierung, Gesamtwochen, AuszeichnungChartplatzierungen (Jahr, Titel, Musiklabel, Platzierungen, Wochen, Auszeichnungen, Anmerkungen) | Höchstplatzierung, Gesamtwochen, AuszeichnungChartplatzierungen (Jahr, Titel, Musiklabel, Platzierungen, Wochen, Auszeichnungen, Anmerkungen) | Anmerkungen                                                  |
| Jahr | Titel Musiklabel             | DE | AT | CH | UK | Anmerkungen                                                  |
| ---- | ---------------------------- | --- | --- | --- | --- | ------------------------------------------------------------ |
| 1993 | Dance with Me Fresh Music    | DE18 (12 Wo.)DE | AT16 (6 Wo.)AT | CH4 Platin · (31 Wo.)CH | — | Erstveröffentlichung: 27. September 1993 Verkäufe: + 275.000 |
| 1994 | There Is a Party Fresh Music | DE9 (26 Wo.)DE | AT17 (5 Wo.)AT | CH4 Platin · (19 Wo.)CH | — | Erstveröffentlichung: 28. Oktober 1994 Verkäufe: + 250.000   |
| 1996 | World in Motion Yes Music    | DE3 Platin · (52 Wo.)DE | AT2 Gold · (16 Wo.)AT | CH1 ×2Doppelplatin · (67 Wo.)CH | — | Erstveröffentlichung: 30. September 1996 Verkäufe: + 865.000 |
| 1998 | Magic Yes Music              | DE5 Gold · (21 Wo.)DE | AT8 (13 Wo.)AT | CH1 Platin · (25 Wo.)CH | — | Erstveröffentlichung: 24. April 1998 Verkäufe: + 300.000     |
| 1999 | Level 6 Yes Music            | DE11 Gold · (9 Wo.)DE | AT24 (4 Wo.)AT | CH1 Platin · (21 Wo.)CH | — | Erstveröffentlichung: 21. September 1999 Verkäufe: + 300.000 |
| 2001 | Planet Colors Yes Music      | DE4 (16 Wo.)DE | AT27 (5 Wo.)AT | CH2 Platin · (30 Wo.)CH | — | Erstveröffentlichung: 1. Februar 2001 Verkäufe: + 40.000     |
| 2003 | Visions Yes Music            | DE11 (8 Wo.)DE | — | CH3 Platin · (29 Wo.)CH | — | Erstveröffentlichung: 24. Februar 2003 Verkäufe: + 65.000    |
| 2005 | Pirates of Dance Yes Music   | DE13 (8 Wo.)DE | — | CH1 (34 Wo.)CH | — | Erstveröffentlichung: 31. Januar 2005 Verkäufe: + 40.000     |
| 2007 | Vampires Yes Music           | DE15 (8 Wo.)DE | AT74 (1 Wo.)AT | CH2 Gold · (15 Wo.)CH | — | Erstveröffentlichung: 11. Mai 2007 Verkäufe: + 15.000        |
| 2010 | Fantasy Yes Music            | DE10 (5 Wo.)DE | AT43 (2 Wo.)AT | CH2 Gold · (13 Wo.)CH | — | Erstveröffentlichung: 26. Februar 2010 Verkäufe: + 15.000    |
| 2011 | Dancing Las Vegas Yes Music  | DE61 (1 Wo.)DE | — | CH4 (8 Wo.)CH | — | Erstveröffentlichung: 25. November 2011                      |
| 2014 | Circus Yes Music             | DE23 (3 Wo.)DE | — | CH3 (10 Wo.)CH | — | Erstveröffentlichung: 10. Januar 2014                        |
| 2016 | Mystorial Yes Music          | DE13 (2 Wo.)DE | AT73 (1 Wo.)AT | CH5 (6 Wo.)CH | — | Erstveröffentlichung: 23. September 2016                     |
| 2018 | KaleidoLuna Yes Music        | DE25 (2 Wo.)DE | — | CH9 (5 Wo.)CH | — | Erstveröffentlichung: 21. September 2018                     |
| 2022 | Evolut30n Yes Music          | DE11 (2 Wo.)DE | — | CH7 (8 Wo.)CH | — | Erstveröffentlichung: 11. November 2022                      |

## Filme und TV-Shows
- Handyman (CH 2006): DJ BoBo stellt sich im «Be a Star»-Casting als René Baumann aus dem Aargau vor und singt seine Eigenkomposition There Is a Party. Er wird jedoch abgelehnt.
- DJ BoBo hat 2006 für die Fernsehshow Verstehen Sie Spaß? einen Film gedreht, in dem er seine Duettpartnerin Sandra Cretu veräppelt.
- In Beverly Hills Chihuahua feiert er sein Debüt als deutscher Synchronsprecher. Er leiht dem Chihuahua Montezuma seine Stimme.
- Im Sommer 2009 präsentierte DJ BoBo seine TV-Show Germany’s Next Showstars auf ProSieben. In der Jury sassen neben DJ BoBo auch Verona Pooth und Elton. Als Titelsong wurde Take Me to the Top von DJ BoBo verwendet. Der Sieger (eine Akrobatengruppe mit dem Namen «Energetrix») durfte bei der Fantasy Tour 2010 dabei sein.
- Im September 2011 trat er in der ProSieben-Show Schlag den Star gegen Industriekletterer Winfried Hagenau (nach dessen Achillessehnenriss auch Stefan Raab) an.
- Im Winter 2011 wirkte DJ BoBo als Jury-Mitglied bei Die grössten Schweizer Talente mit.
- Im Winter 2011 lieh DJ BoBo seine Stimme dem Maskottchen «Böckli» des schweizerischen Themenbereiches im Europa-Park für den Film «Das Geheimnis von Schloss Balthasar».
- Im Februar 2013 hatte DJ BoBo einen Cameo-Auftritt in der Tatort-Folge «Schmutziger Donnerstag».
- 2016 war DJ BoBo als Juror in der deutschen Show Dance Dance Dance vertreten.
- 2017 nahm DJ BoBo an der Prosieben-Sendung Das Duell um die Geld teil.
- DJ Bobo nahm 2018 an der KiKA Sendung Dein großer Tag teil.
- 2018 war er Teilnehmer in der Sendung Win Your Song.
- Ende 2020 war er Juror in einer Ausgabe der Sat.1-Show Pretty in Plüsch.
- 2021 war er Teilnehmer in der VOX-Show Sing meinen Song – Das Tauschkonzert.
- Im Dezember 2022 trat er in der ProSieben-Show Schlag den Star gegen Joachim Llambi an.

## Sonstiges
- Im Schweizer Abschnitt des Miniatur Wunderlands wurde ein Konzert der Fantasy Tour nachgebaut.[19]
- Am 29. September 2009 starb Anthony Moriah (alias «Tone»). Er war seit 1998 Sänger auf den DJ-BoBo-Tourneen gewesen.[20]
- Baumann hat aufgrund traumatischer Gewalterfahrungen, die er in der Kindheit mit einem alkoholkranken Stiefvater machen musste, eine distanzierte Haltung zu Alkohol.[21]
- Die Coverband DJ Bobo & die Bakken reüssierte im Herbst 2003 in der Ostschweiz mit der Single Ein iterierender Punsch.